# Otto Malling
Otto Valdemar Malling, född 1 juni 1848, död 5 oktober 1915, var en dansk tonsättare och organist, som verkade vid tiden efter de två stora personligheterna Niels W. Gade och J.P.E. Hartmann. Han hade dem båda som lärare vid Det Kongelige Danske Musikkonservatorium. Han var bror till Jørgen Malling.
Mallings musikerkarriär började med posten som vice dirigent i Studenter-Sangforeningen, varefter han 1875 efter Christian Julius Hansens död i nio år besatt dirigentposten. Dessutom var han organist i Sankt Petri Kirke 1878–1891, i Helligåndskirken till 1900 då han efterträdde Hartmann som domkyrkoorganist och i Vor Frue Kirke i Köpenhamn där han verkade till sin död. År 1883 blev han även lärare vid Musikkonservatoriet och 1899–1915 var han dess direktör. 
Å 1874 grundade han tillsammans med bland andra C.F.E. Horneman Koncertforeningen som komplement till och i opposition till Musikforeningen, som leddes av Gade och Hartmann. Malling var Koncertforeningens dirigent ända tills den lades ned 1893. För sina förtjänster på musikens område erhöll han 1888 professors namn.

## Verk i urval
- 1879 Sange for mandskor, op. 1
- 1884 Symfoni d-mol, op. 17
- 1884 Koncertfantasi, op. 20 (violin och orkester)
- 1885 Prolog til Den gyldne Legende op. 25 (för soli, kör och orkester)
- 1889 Klavertrio opus a-mol, op. 36
- 1890 Klaverkoncert c-mol, op. 43
- 1891 Det hellige Land op. 46 (för kör och orkester)
- 1892 Christi Fødsel op. 48 (orgel)
- 1895 Christi Død og Opstandelse op. 54 (orgel)
- 1895 Stormen paa København op. 60 (sång og orkester)
- 1897 Af Christi Liv op. 63 (orgel)
- 1903 Paulus op. 81 (orgel)
- 1904 De syv Ord på Korset (orgel)
- 1908 Askepot op. 90 (balett)
- Salmeværk for Hjemmet, 143 Melodier udsatte for Klaver
- Stråkoktett
- Stråkkvartett
- Pianokvintett

En rad konsertkantater, bland annat Bækken, Troubadouren, Reveille och Kvindens Skabelse samt sammanlagt 13 tillfällighetskantater.

## Utmärkelser
- Riddare av Dannebrogorden,  1893[4]
- Dannebrogsmännens hederstecken,  1905[4]

[Redigera Wikidata]